# Fear of a Unique Identity
Fear of a Unique Identity è il quinto album in studio del gruppo musicale britannico Antimatter, pubblicato nel 2012.

## Tracce
1. Paranova
2. Monochrome
3. Fear of a Unique Identity
4. Firewalking
5. Here Come the Men
6. Uniformed and Black
7. Wide Awake in the Concrete Asylum
8. The Parade
9. A Place in the Sun
10. Fear of a Unique Identity (Acoustic Mix) (bonus)
11. Monochrome (Alternate Demo) (bonus)